# Tagasta longipenne
Tagasta longipenne är en insektsart som beskrevs av Balderson och X.-c. Yin 1987. Tagasta longipenne ingår i släktet Tagasta och familjen Pyrgomorphidae. Inga underarter finns listade i Catalogue of Life.